# طيور هازجة
الطيور الهازجة (الاسم العلمي: Sylvioidea) هو فيلق من الطيور يتبع رتيبة الطيور المغردة من رتبة العصفوريات.

## فصائل
- البلابل
- الهوازج

## أجناس
- البلبل